# Nicholas L. Ridderhof
Nicholas L. Ridderhof född 1869 i Holland, död 1956, psalmförfattare och organist. Redan som 11-åring tjänstgjorde han som organist i en kyrka. Vid 14 års ålder blev han troende kristen. Vid 19 års ålder kom han till Chicago där han först arbetade som målare. Från 1892 verksam som organist i en frikyrka i Minneapolis då han lärt sig svenska för att kunna gifta sig med en svensk flicka (oklart vem). Han kom att skriva och tonsätta flera psalmer på svenska och verkade som musiker till sin död.
Hans verk blir fria för publicering 2026.

## Psalmer
- En vän som hjälper mig i nöden s. 102 i Ancora, 1901. Ord tillsammans med Andrew L. Skoog och melodin komponerad av Ridderhof.
- Här vi ofta med varandra s. 111 i Ancora, 1901, med rubriken Snart. Ord och musik av Ridderhof.
- Jag har blott två små händer i Herde-Rösten 1892 under rubriken ""Barnsånger"
- Kvällen skymmer över heden s. 53 i Ancora, 1901. Ord av signaturen M —t och melodin av Ridderhof.
- När jag tänker på hemmet i det höga s. 15 i Ancora, 1901 text och melodi av Ridderhof.
- Var finner jag ro under möda och strid (Jubelklangen, i annan översättning och tonsättning i Segertoner), text och tonsättning
- Önskar du Jesu dyra löften äga (Hemlandsklockan utgiven 1907 i USA) text och melodi av Ridderhof.